# Chairlift
Chairlift — американський синті-поп гурт. Керолайн Полачек і Аарон Пфеннінг заснували Chairlift у 2005 році, в Боулдері, штат Колорадо; Патрік Вімберлі приєднався до них, коли вони переїхали до Брукліна у 2007 році. У 2008 році Chairlift випустили дебютний альбом Does You Inspire You. Пфеннінг залишив групу у 2010 році, і як дует Полачек і Вімберлі випустили ще два альбоми: Something 2012 року і Moth 2016 року, перш ніж оголосили про розпад Chairlift в грудні 2016 року.

## Історія
Chairlift сформувався спочатку як проєкт Аарона Пфенінга і Керолайн Полачек в Університеті Колорадо в жовтні 2005 року. Група мала намір створювати фонову музику для будинків з привидами. Разом з басистом Кайлом МакКейбом, Chairlift записав EP Daylight Savings у New Monkey Studio в Лос-Анджелесі, Каліфорнія, у квітні 2006 року. Гурт переїхав до Вільямсбурга, Бруклін, у серпні 2006 року і підписав контракт з Kanine Records у червні 2007 року. Патрік Вімберлі приєднався до групи на початку 2007 року. Після написання та запису альбому, коли Полачек ще навчалася в коледжі, Chairlift випустили перший повноформатний альбом Does You Inspire You у 2008 році. Їхня пісня «Bruises» була представлена в рекламі Apple iPod Nano четвертого покоління у 2008 році. Сингл «Evident Utensil» був номінований на нагороду в категорії «Breakthrough Video» на MTV Video Music Awards 2009. Альбом був перевипущений Columbia Records 21 квітня 2009 року після підписання контракту з великим лейблом. Перевидання включало два додаткові треки, яких не було в оригінальному випуску, і довшу версію «Make Your Mind Up». Chairlift вирушили в перший міжнародний тур, та виступали на розігріві у Phoenix, The Killers і MGMT.
Пфеннінг залишив Chairlift у 2010 році, щоб продовжити свою сольну кар'єру в Rewards.
7 вересня 2011 року випустили відео на сингл «Amanaemonesia» зі другого альбому Something. Для синглу «Met Before» 2012 року Chairlift створили інтерактивне відео, яке BuzzFeed поставив на перше місце в рейтингу «23 найкращих музичних відео 2012» наприкінці року. Їхній другий альбом Something випущений на Columbia Records 24 січня 2012 року. Він включає продюсування Дена Кері та Алана Моулдера. Після виходу платівки в Японії Полачек спільно з режисером/аніматором Еріком Епштейном створила відео для японської версії «I Belong In Your Arms».
Поки Полачек закінчувала свою сольну платівку Arcadia, Chairlift продовжували працювати над третьою платівкою Moth. Альбом Moth був випущений 22 січня 2016 року і містив 10 нових пісень, включаючи сингл «Ch-Ching».
У грудні 2016 року Chairlift оголосили, що вони закінчують своє існування як гурт, а останній тур відбудеться навесні 2017 року.

## Дискографія

### Студійні альбоми
- Does You Inspire You (2008)
- Something (2012)
- Moth (2016)

### EP
- Daylight Savings (2007)
- Chairlift at 6:15 (2012)